# Liste der Monuments historiques in Le Châtelet-en-Brie
Die Liste der Monuments historiques in Le Châtelet-en-Brie führt die Monuments historiques in der französischen Gemeinde Le Châtelet-en-Brie auf.

## Liste der Bauwerke
| Bezeichnung          | Beschreibung                  | Standort | Kennzeichnung | Schutzstatus | Datum | Bild |
| -------------------- | ----------------------------- | -------- | ------------- | ------------ | ----- | ---- |
| Kirche Ste-Madeleine | Erbaut im 13./14. Jahrhundert | (Lage)   | PA00086878    | Classé       | 1921  |      |

## Liste der Objekte
Zum Verständnis siehe: Kirchenausstattung
- Monuments historiques (Objekte) in Le Châtelet-en-Brie in der Base Palissy des französischen Kultusministeriums